# South Saskatchewan River
South Saskatchewan River er en 1.392 lang flod i Canada der løber gennem provinserne  Alberta og Saskatchewan.
I første halvdel af det 20. århundrede frøs South Saskatchewan til om vinteren, og skabte spektakulære isbrud og farlige forhold i blandt andre byerne  Saskatoon og Medicine Hat. Mindst en bro i  Saskatoon blev ødelagt af is fra floden. Opførelsen af dæmningen Gardiner Dam i 1960'erne, svækkede kraften i floden ved at lede en væsentlig del af  South Saskatchewan's naturlige vandmængde over i Qu'Appelle River. I 1980'erne blev dannedes der mange faste sandbanker  på grund af sænkning af vandstanden i  floden.
Fra sammenløbet af   Bow River og Oldman River, løber South Saskatchewan 1.392 km. Ved  udmundingen ved ved Saskatchewan River Forks, en gennemsnitlig vandmængde på 280 m³ i sekundet og et afvandingsområde på 146.100 km²; 1.800 km² af dette ligger  i Montana i USA og 144.300km² i Alberta og Saskatchewan.

## Flodens løb
Floden kaldes South Saskatchewan River fra sammenløb et af Bow og Oldman River i nærheden af  Grassy Lake i Alberta. Vandet i disse floder kommer fra gletsjere i Rocky Mountains i nærheden af grænsen til British Columbia og Montana . Red Deer River er det første større tilløb  South Saskatchewan 16 km øst for grænsen mellem Alberta og Saskatchewan.  Lake Diefenbaker reservoiret blev anlagt i forbindelse med opførelsen af dæmningerne Gardiner og Qu'Appelle River i Saskatchewan. Vand fra South Saskatchewan producerer via dæmningerne omkring 19 % SaskPowers vandkraftproducerede elektricitet.
Nedenfor dæmningerne løber floden mod nord gennem Saskatoon og løber sammen med North Saskatchewan River øst for Prince Albert ved Saskatchewan River Forks — og tilsammen danner  Saskatchewan River. Adskillige søer i Saskatoonområdet er dannet mæandersving  fra South Saskatchewan River, nævneværdige er Moon Lake og Pike Lake.

## Bifloder
- Bow River
- Oldman River
- Seven Persons Creek
- Red Deer River
- Teepee Creek
- Landing Creek
- Smith Creek
- Valentine Creek
- Pine Lake Creek
- Brightwater Creek
- Beaver Creek (Saskatchewan)
- Fish Creek (Saskatchewan)
- Swift Current Creek (Saskatchewan)

## Øer
Blandt øerne i floden er 
- McLean Island
- Wilson Island (Saskatchewan)
- Yorath Island